# إيلزه لانجنر
إيلزه لانجنر Ilse Langner (ولدت في 21 مايو 1899- ماتت في 16 يناير 1987) أديبة وصحفية ألمانية.

## حياتها
كتبت إيلزه لانجنر أولى مسرحياتها في عام 1929, وهي بعنوان «السيدة إيما تحارب على الجبهة الخلفية», وهي مسرحية مناهضة للحرب وحققت نجاحا كبيرا. وقد حققت أكبر نجاح لها بمسرحيتها «القديسة الأمريكية» Die Heilige aus USA, التي تتناول قصة حياة ماري بيكر إدي مؤسسة الحركة العلمية المسيحية.
وفي عام 1933 غادرت ألمانيا ورحلت إلى العديد من بلدان العالم، ودونت تجاربها ومشاهداتها في كتاب نثري. وقد منعت مسرحياتها من النشر والعرض في ظل النظام النازي في ألمانيا.

## من أعمالها
- السيدة إيما تحارب على الجبهة الخلفية 1929
- جريمة قتل في ميكيني 1931
- الفارسات 1933
- القديسة الأمريكية

## روابط خارجية
- إيلزه لانجنر على موقع مونزينجر (الألمانية)